# Reidenhaara
Reidenhaara är en ö i Finland. Den ligger i sjön Haukivesi och i kommunen Nyslott i  landskapet Södra Savolax, i den sydöstra delen av landet, 290 km nordost om huvudstaden Helsingfors. Öns area är 1,5 hektar och dess största längd är 200 meter i sydöst-nordvästlig riktning.